# Сървайвър: Островите Кук
Сървайвър: Островите Кук (на английски: Survivor: Cook Islands) е тринадесетия сезон на американското CBS реалити шоу „Сървайвър“. Сезонът е заснет от 26 юни 2006 г. до 3 август 2006 г., а премиерата му е на 14 септември 2006 г.
През този сезон на Сървайвър, участниците са разделени на четири племена спрямо расите си: афроамериканци, азиатски американци, латиноамериканци и бели американци, решение, което предизвика много спорове. Имената на племената са: Манихики (Хики), Пука Пука (Пука), Айтутаку (Айту), и Раротонга (Раро), взети от наименованията на острови. След втория племенен съвет, тези племена са разбъркани и разделени на две, вземайки имената на Айтутаку и Раротонга. Преди обединението, възможност за смяна на племето бе предоставена на всеки един от играчите. Двама от тях – Джонатан Пенър и Кендис Удкок приемат тази оферта. След като остават девет оцеляващи, племената се обединяват в ново племе с името Айтутонга. Сезонът също така е първият, в който дадено племе изгонва двама души в рамките на един племенен съвет. Концепцията с Острова на изгнаника се завръща, със скрит идол за имунитет някъде из острова.
Вместо обикновените двама финалисти с жури от седем, тук има финална тройка с жури от девет, включвайки дори играчи, изгонени преди обединението. Накрая, Юл Куон побеждава Ози Лъст и Беки Лий с вот 5-4-0 и става последният оцелял.
Ози Лъст, Джонатан Пенър и Парвати Шалоу бяха избрани да участват отново в Сървайвър: Микронезия. Пенър бе евакуиран по медицински причини и зае 15-о място, Лъст стана девети, а Шалоу спечели сезона. Шалоу се завърна отново в Сървайвър: Герои срещу Злодеи заедно с Кендис Удкок, където се класират 2-ра и 8-а. Лъст също се завръща за трети път в Сървайвър: Южен Тих океан, завършвайки 4-ти. Пенър се връща за трети път в Сървайвър: Филипини, където е седми. Удкок, вече използваща фамилията на съпруга си – Коуди, се завръща също за трети път в Сървайвър: Кръв срещу Вода, заедно с мъжа си, Джон, където е 16-а.
|  | Тази страница частично или изцяло представлява превод на страницата Survivor: Cook Islands в Уикипедия на английски. Оригиналният текст, както и този превод, са защитени от Лиценза „Криейтив Комънс – Признание – Споделяне на споделеното“, а за съдържание, създадено преди юни 2009 година – от Лиценза за свободна документация на ГНУ. Прегледайте историята на редакциите на оригиналната страница, както и на преводната страница, за да видите списъка на съавторите. ВАЖНО: Този шаблон се отнася единствено до авторските права върху съдържанието на статията. Добавянето му не отменя изискването да се посочват конкретни източници на твърденията, които да бъдат благонадеждни. |